# Scuola truppe corazzate dell'Esercito Italiano
La Scuola truppe corazzate dell'Esercito Italiano era un ente delle forze armate italiane, che provvedeva all'addestramento di tutto il personale destinato ad operare su mezzi corazzati e blindati

## Storia
Dall’esigenza di affidare ad un unico Ente la preparazione del personale delle unità della Specialità Carristi e quelle di cavalleria dotate di carri armati, nel 1951 si fusero insieme la Scuola di Carrismo di Roma (istituita nel 1947) e la Scuola di Cavalleria blindata di Tor di Quinto (istituita nel 1948 per trasformazione della pre-esistente Scuola Autoblindisti, in attività a Tor di Quinto dal 1946). Si costituì così il 1º luglio 1951 la Scuola Truppe Corazzate (STC) con sede a Caserta. Il Comando dell'istituto ebbe la sua prima sede presso la caserma "Ferrari-Orsi". Attraverso varie trasformazioni ha operato fino al 1º luglio 1991. Per lunghi anni la scuola fu la più grande dell’Esercito e si articolava su numerose sedi, in Campania (Avellino, Salerno, Nocera Inferiore, Santa Maria Capua Vetere), Calabria e in Puglia (Lecce). Tra le infrastrutture della Scuola si ricordano le caserme "Amico" e la "Andolfato" di Santa Maria Capua Vetere (CE).
Tra il 1º gennaio 1964 ed il 14 settembre 1975 ha incorporato anche la Scuola degli allievi ufficiali di complemento delle truppe meccanizzate di Lecce (costituita il 1º ottobre 1963 per trasformazione della Scuola unica degli allievi ufficiali di complemento). In questo breve periodo la Scuola prese il nome di Scuola truppe meccanizzate e corazzate (STMC).
La sede di Caserta era ordinata su 3 reparti corsi (AUC, corsi vari, E. Me. Cor.) e aveva alle proprie dipendenze anche un battaglione blindo-corazzato di supporto per la gestione dei mezzi corazzati.
Inoltre, la Scuola aveva alle sue dipendenze anche la Scuola Allievi Comandanti di Squadra di Lecce (Scuola ACS) ed aveva due distaccamenti di Compagnia del Battaglione blindo corazzato a Persano (SA) e San Pietro a Maida (CZ); aree addestrative a Sant'Eufemia Lamezia (CZ), dove ora è situato l'aeroporto civile, Persano, un poligono di tiro permanente per bombe a mano e armi portatili a San Prisco (CE), poligoni temporanei per armi portatili a Licola (NA), Foce Patria (NA) e Foce Sele (SA), un poligono per carri armati a Foce Sele ed infine un poligono per esercitazioni fino a livello di compagnia a San Cataldo (LE).
La Scuola svolgeva anche corsi di addestramento per Carabinieri, Polizia di Stato ed Accademia militare e con un Ufficio apposito conduceva studi ed esperienze su nuovi sistemi d'armi e veicoli da combattimento per conto dell'Ispettorato di fanteria e cavalleria.
I corsi per il personale dell'arma di cavalleria a fisionomia organica di fanteria meccanizzata venivano invece svolti presso la Scuola di Fanteria e Cavalleria di Cesano (Roma).
Nel 1980 l'Istituto interviene in soccorso delle popolazioni colpite dal terremoto dell'Irpinia meritando una ricompensa alla propria bandiera:

## Lo stemma araldico della scuola
Descrizione dello stemma araldico:
- partizione: in troncatura inchiavata che materializza l'intima fusione della Scuola di cavalleria blindata di Tor di Quinto con la Scuola di carrismo di Roma;
- nel primo campo:

lo scudo araldico di porpora ricorda il colore proprio dei bersaglieri;
la figura naturale del cavallo alato è già stemma della Scuola di cavalleria;
- nel secondo campo:

lo scudo araldico d'argento quale tavola di aspettazione in relazione alla recente costituzione dell'Istituto e della Scuola di carrismo in esso confluita;
la figura ideale della salamandra tra le fiamme simboleggia la robustezza del carro armato e delle sue prestazioni;
la testa della Medusa simboleggia l'artiglieria.

### La caserma della Scuola intitolata al generale Federico Ferrari-Orsi
La caserma che ha ospitato la Scuola truppe corazzate di Caserta fu intitolata alla medaglia d'oro al valore militar generale Federico Ferrari-Orsi, che, con il grado di colonnello, fu anche comandante della Scuola di applicazione di cavalleria nel 1935-1936. Nell'imminenza della battaglia di El Alamein il 18 ottobre 1942 il generale Ferrari-Orsi, comandante del X Corpo d'armata, perse la vita per lo scoppio di una mina, spintosi in ricognizione nei pressi delle linee avversarie, guadagnandosi alla memoria la più alta onorificenza al valore militare (Decorazioni del generale Federico Ferrari-Orsi).

## L'evoluzione della Scuola nel tempo
Dall'esigenza di affidare ad un unico ente la preparazione del personale delle unità carriste e di cavalleria, entrambe destinate ad operare con mezzi tecnici similari e con criteri di impiego che non differivano sostanzialmente, si fusero insieme la Scuola di cavalleria blindata di Tor di Quinto (istituita nel 1946) e la Scuola di carrismo di Roma (istituita nel 1947) dando vita nel 1951 alla Scuola truppe corazzate (STC) con sede a Caserta.
Successivamente, nel 1964, l'Istituto assume alle proprie dipendenze la Scuola Allievi Ufficiali di Complemento delle truppe meccanizzate.di Lecce (nella caserma "Nacci"), prendendo il nome di Scuola truppe meccanizzate e corazzate (STMC), che mantenne fino al 1975, quando tornò alla precedente denominazione di Scuola truppe corazzate, mantenendo alle proprie dipendenze la Scuola di Lecce, ridenominata Scuola specializzati delle truppe corazzate per la formazione militare.
La Scuola truppe corazzate nel 1991 fu trasferita a Lecce e l'11 gennaio 1993 riprese l'antica, primigenia denominazione di Scuola di carrismo.
L'ultimo corso che tenne alla Scuola di Caserta fu il 143º - Compagnia "Klisura" (aprile - settembre 1991).

### La Scuola truppe meccanizzate e corazzate (STMC)
Il 13 gennaio 1964, presso la caserma "Ferrari-Orsi" iniziò il primo corso degli AUC dei reparti meccanizzati, acquisendo il numero 34º corso. Il reparto meccanizzato era costituito da allievi lagunari e di fanteria meccanizzata e allievi bersaglieri. Il primo corso terminò il 13 giugno 1964, e successivamente, per un periodo di tre mesi (13 giugno - 13 ottobre), gli allievi operarono presso i reparti temporaneamente assegnati con il grado di sergente AUC. Solo dal 13 ottobre 1964, i sergenti AUC acquisirono il grado di sottotenente raggiungendo le definitive destinazioni, dove svolsero il loro servizio fino al congedo avvenuto il 13 aprile 1965.
I reparti in addestramento erano suddivisi in 2 Battaglioni (Btg) di 4 Compagnie ciascuno:
- I Btg - compagnia meccanizzata "Tobruch": era costituita da plotoni di Fanti Meccanizzati e di Lagunari. La Divisione corazzata "Ariete" partecipò ai vari combattimenti - la battaglia di Ain el-Gazala – che portarono alla conquista di Tobruk da parte dell'Asse il 20 giugno 1942;
- I Btg - compagnia Bersaglieri "Montelungo". Deve il suo nome in ricordo del 51º Battaglione bersaglieri allievi ufficiali di complemento assegnato al Primo Raggruppamento Motorizzato che venne istituito durante la Seconda guerra mondiale il 27 settembre 1943, per partecipare alla liberazione d'Italia al fianco degli Alleati. Il Raggruppamento partecipò a fianco delle Truppe Alleate allo sfondamento della Linea Gustav e in particolare nel settore di Caserta, il reparto fu impegnato nella conquista di Monte Lungo (Mignano Monte Lungo), subendo molte perdite ed in particolare il tributo di sangue e morti fu molto alto tra i giovani allievi ufficiali di complemento di Caserta, obiettivo che raggiunse il 16 dicembre 1943 dopo un primo tentativo andato a vuoto;
- I Btg - compagnia Carristi "Bir Hacheim": Il caposaldo di Bir Hacheim (Libia), difeso da forze francesi (1ere Brigade Française Libre), fu preso d'assalto tra il 2 e l'8 giugno 1942 da forze italo-tedesche di cui facevano parte anche la Divisione meccanizzata "Trieste" e la Divisione corazzata "Ariete". Dopo duri combattimenti condotti anche alla baionetta, le forze dell'Asse finalmente ne uscirono vincitrici;
- I Btg - squadrone cavalleria "Izbušenskij"/"Isbuschenskij": in ricordo della carica di Isbuscenskij, un episodio bellico del fronte orientale verificatosi il 24 agosto 1942 durante la Seconda guerra mondiale, che vide protagonista il Reggimento di cavalleria Italiano "Savoia Cavalleria". Viene ricordata come l'ultima carica di cavalleria condotta da reparti del Regio Esercito italiano contro reparti di truppe regolari. La carica prende il nome dalla località di Izbušenskij, situata in Russia, presso un'ansa del fiume Don e fu un'azione, coraggiosa quanto audace, che con il suo successo contribuì all'allentamento della pressione dell'offensiva russa sul fronte del Don, consentendo il riordino delle posizioni italiane in difficoltà.

Lo squadrone presso la STMC per un lungo periodo di tempo è stato costituito da plotoni misti di fucilieri di cavalleria e di esploratori (dotati di M24) delle specialità di cavalleria, carristi, lagunari e bersaglieri.
- II Btg - compagnia meccanizzata "Mareth": nel marzo del 1943, la 1ª Armata italiana del generale Messe (di cui fa parte il 5º Rgt bersaglieri), dopo una ritirata iniziata cinque mesi prima ad El Alamein in Egitto, si trincerò infine sulla linea del Mareth, nella Tunisia meridionale, per affrontarvi il suo nemico di sempre, la poderosa 8ª Armata inglese (nella battaglia del Mareth). Nonostante lo squilibrio di forze, tutto a favore dell'8ª Armata di Montgomery, la 1ª Armata italiana riuscì a fermare per una settimana gli attacchi avversari ed evitò di essere intrappolata dalle manovre alleate, comprese quelle del II Corpo americano, assai insidiose perché attuate alle sue spalle. Era costituita da plotoni di fanti meccanizzati e di Lagunari;
- II Btg - compagnia Bersaglieri "Bir el Gobi": nel novembre 1941, le forze italiane con la Divisione corazzata Ariete di cui facevano parte anche reparti dell'8º Rgt bersaglieri, parteciparono ad una battaglia tra carri nei pressi di Bir el Gobi, distruggendo 84 carri armati britannici (di cui solo 20 effettivamente ritrovati sul campo), a fronte della perdita di 38 dei suoi.
- II Btg - compagnia carristi "Klisura", trova riferimento nella STC;
- II Btg - squadrone cavalleria "Bricchetto", trova riferimento nella STC.

#### Inni di reparto
| Inno carristi | Inno 3ª Compagnia Bir Hakeim |
| --- | --- |
| Son d'acciaio i cingoli possenti son d'acciaio come i nostri cuor che conoscon tutti gli ardimenti e non san cos'è il timor. Cosa importa se il nemico è forte suppliremo con la volontà il carrista sa sfidar la morte e paura mai non ha. Nella lotta ci guidano gli eroi e i risorti che veglian su di noi. Siam carristi, tempra d'eroi ferrea mole ferreo cuore. Le fiamme rosse che noi portiamo simboleggiano il valore. La vittoria sapremo conquistare e la storia di noi dovrà parlare. Siam carristi, tempra d'eroi ferrea mole ferreo cuor… | Fiamme rosse color del sangue la terza compagnia è la più forte avanti sempre avanti andiam sui nostri carri della morte. Allievi capicarro siamo vincere o morire noi vogliamo e lo giuriam con grande ardor viva l'Italia tricolor, tricolor. Carristi a noi eroi della patria il vanto la gloria l'onore e la vittoria indietro nemico noi sempre travolgiamo e la vittoria a noi sempre sorriderà |

#### L'addestramento
Per l'addestramento dei reparti meccanizzati era previsto l'utilizzo dei mezzi adibiti al trasporto truppa, quali ad esempio l'M113 VTT, anche nella versione da combattimento (VCI), mentre per l'addestramento dei reparti corazzati erano utilizzati carri M24, M47, M60 e Leopard. Per l'addestramento di fanteria era utilizzato il campo addestramento di Persano (SA), dove anche i reparti corazzati svolgevano le loro esercitazioni. La sede di Persano è riconducibile a quella della Brigata bersaglieri "Garibaldi".
Per l'addestramento sul campo del reparto Bersaglieri, veniva utilizzata anche la pista di un aeroporto militare dismesso localizzato nei pressi di Santa Maria Capua Vetere (CE). L'addestramento consisteva nel porre in atto un'esercitazione denominata "in Bianco", con la quale si testavano i principi di tattica militare propria della fanteria d'assalto: un susseguirsi di veloci scatti intervallati da posizioni a terra, che culminavano nell'assalto finale che prevedeva la simulazione del lancio di una bomba a mano (tipo SRCM). Una volta completata l'esercitazione le squadre convergevano verso i rispettivi mezzi M113.
Per l'Addestramento alle armi leggere dei vari reparti veniva utilizzato un poligono militare nei pressi di San Prisco (CE).
I lagunari, come mezzo anfibio avevano l'AAV7 e le esercitazioni con tali mezzi si effettuavano a Lecce presso il poligono di Torre Veneri.

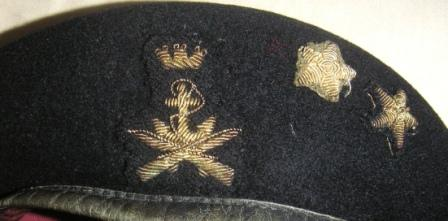
Fregio apposto sul basco nero da lagunare

##### Le materie di studio
Le materie di studio vertevano su difesa NBC (nucleare, batteriologica e chimica), topografia, armi e mezzi, tattica e impiego.

##### M113 VTT
Veicolo trasporto truppa utilizzato dal reparto bersaglieri (trasportava in addestramento una squadra di bersaglieri al comando di un sergente), dal reparto di cavalleria (fucilieri - fanteria) e anche dal reparto lagunari.

##### M113 VCC
Veicolo da combattimento non veniva solo utilizzato come trasporto truppa, ma anche come mezzo da assalto (lagunari e cavalieri-fucilieri). il veicolo poteva anche essere di supporto all'artiglieria, in quanto poteva essere armato con un mortaio.
Alcuni M113 a disposizione dei bersaglieri erano armati anche con il lanciamissili TOW.
Veniva anche utilizzata nelle esercitazioni la Fiat Campagnola modello 1101 AR 59, su cui era montato un cannoncino senza rinculo con funzione di arma controcarro.

##### Carro armato leggero M24
Era un mezzo corazzato utilizzato dai reparti esploratori di cavalleria, dotato di un cannone da 75 mm. Allo squadrone di cavalleria, negli anni successivi furono assegnati in dotazione anche carri M47, Leopard e autoblindo Fiat OTO 6614 e 6616.

##### Armi in dotazione
Le armi in dotazione degli allievi erano:
- fucile semiautomatico M1 Garand cal 30.06 con baionetta;
- fucile semiautomatico Garand tipo 2 (modello 51 ex M1) cal. 7.62 NATO, con baionetta;
- fucile automatico leggero Beretta BM 59 FAL (utilizzato solo in esercitazione ed al reparto);
- fucile semiautomatico Winchester M1 cal. 30 (compagnie carristi e cavalieri), con baionetta;
- pistola semiautomatica Beretta M34 mod. 9 mm. corto Browning (utilizzata solo al reparto);
- mitragliatrice Browning M1919 cal. 30.06 (abbinata, utilizzata su M47 ed M60);
- mitragliatrice Browning M2 HB cal. 50 (esterna, utilizzata su M47);
- mitragliatrice FAL;
- mitragliatrice MG (utilizzata dal carro Leopard).

### La Scuola Truppe Corazzate (STC)
La Scuola iniziò ad operare in via definitiva come Scuola Truppe Corazzate a partire dal 15 settembre 1975 con il solo Battaglione A.U.C. “M.O. Todeschini”.
Il Battaglione era costituito da due reparti: la I^ compagnia Carrista "Klisura" ed il II Squadrone di cavalleria "Bricchetto". Tutti i corsi dispari furono assegnati alla compagnia, mentre tutti quelli pari allo squadrone.
Gli allievi che riuscirono a portare a termine il percorso addestrativo del corso, espletarono le loro funzioni di comandante di plotone presso reparti corazzati, meccanizzati e di fanteria dislocati su tutto il territorio italiano, ricoprendo il grado di sottotenente di complemento.
Al battaglione A.U.C. erano assegnati i carri M60 Patton, M47 Patton e Leopard 1 e i due reparti (squadrone e compagnia) erano costituiti da quattro plotoni ciascuno (due assegnati a carri Leopard, uno a carri M47 e uno a carri M60). A loro volta i quattro plotoni erano costituiti da allievi inquadrati come carristi (plotone Leopard ed M60), misti (plotone M47) o come cavalieri (plotone Leopard).

#### Perché la “Compagnia Klisura”?
«In zona angusta e pantanosa, in condizioni atmosferiche proibitive, i carristi del 31º Reggimento Centauro affrontarono un nemico di gran lunga superiore e saldamente organizzato a difesa sulle alture dominanti. In una titanica lotta contro il micidiale fuoco di artiglieria e armi controcarro dell'avversario, i carristi, formando un unico ferreo blocco di cuori e di corazze, travolgevano il nemico conquistando di slancio l'abitato di Klisura (Albania- gennaio 1941). Cinque carri restavano sulle linee nemiche, a testimonianza dell'eroico sacrificio delle fiamme rosso-blu in quella gloriosa battaglia lontano dalla madrepatria.»

#### Perché lo “Squadrone Bricchetto”?
«Due Squadroni di “Dragoni del Re” caricarono (nella zona delle Langhe denominata Colle Bricchetto) la cavalleria napoleonica che minacciava di avvolgere l'esercito piemontese. Nonostante la schiacciante superiorità numerica del nemico, i “Dragoni”, guidati dallo stesso colonnello Comandante del Reggimento, attaccarono ripetutamente con inarrestabile impeto, la cavalleria avversaria, travolgendola e salvando così l'esercito piemontese dal paventato accerchiamento. Due medaglie d'oro alla Bandiera del reggimento furono testimonianza del sovrumano valor dei cavalieri italiani. Il canonico Grassi di S. Caterina, testimone oculare, così descrisse l'epilogo della gloriosa giornata: “Radunati finalmente i gloriosi suoi vincitori Dragoni il colonnello Marchese de Chaffardon, s'incamminò verso l'armata austro-sarda seco conducendoli prigionieri e li predati cavalli francesi formava un bello spettacolo il vedere questi trionfanti squadroni passare in buon ordine di marcia in mezzo all'armata tra gli incessanti applausi e le giulive voci di – Viva i Dragoni del Re – da parte dei soldati e ufficiali che li consideravano loro liberatori.»

#### L'Addestramento

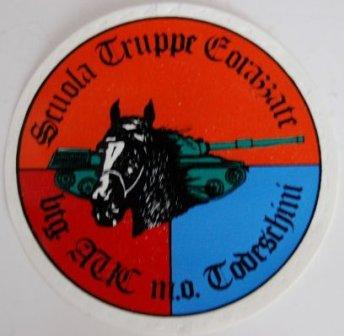
Stemma apposto sulla manica destra della tuta mimetica

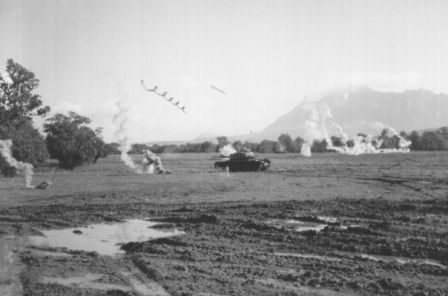
Esercitazione con fumogeno - (Persano 1984)

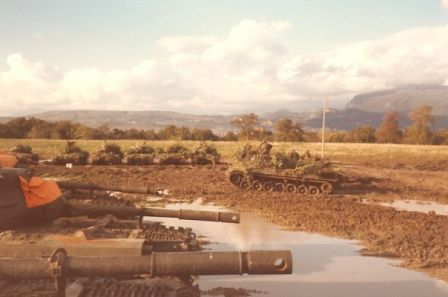
Parcheggio carri armati - (Persano 1984)

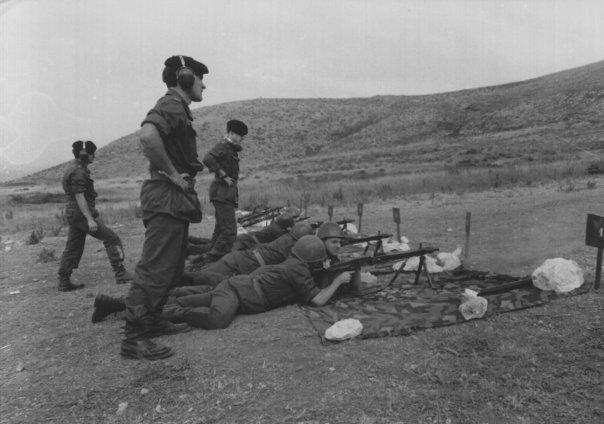
Esercitazione con mitragliatrice MG - (San Prisco 1984)

L'addestramento prevedeva lezioni di teoria su varie materie tecniche, ed esercitazioni sia di formazione militare di base che di formazione specialistica (guida del carro armato anche con l'utilizzo di un simulatore di guida, prove di puntamento come cannoniere, prove di trasmissioni) in caserma o in campi di addestramento, nonché formazione ginnica.
A livello pratico (oltre all'addestramento tecnico presso l'area addestrativa adiacente alla caserma), erano previsti almeno due campi formativi a Persano (SA) per l'addestramento militare di base (pattugliamento ed uso delle armi) e per l'addestramento con i carri in formazione, ed un campo istruttivo a Lecce per l'esercitazione a fuoco con i carri.
Per l'addestramento alle armi leggere (fucile Garand, pistola Beretta, mitragliatore FAL e mitragliatrice MG) era utilizzato un poligono militare nei pressi di San Prisco (CE).

##### Il simulatore di guida
La Scuola era anche dotata di un simulatore di guida tecnologicamente all'avanguardia. Era basato su un sistema informatico (minicomputer Digital Equipment Corporation - PDP11) che gestiva il movimento di una telecamera puntata perpendicolarmente su di un plastico in scala non molto ridotta, che riproduceva ambienti reali in cui vi erano strade più o meno regolari, percorsi sterrati e percorsi molto più impegnativi. La telecamera, appesa ad una struttura mobile, rispondeva ai comandi dell'allievo posizionato in cabina di guida e trasmetteva a quest'ultima tutti i movimenti indotti dalle asperità del plastico (cabina con movimenti elettropneumatici Westinghouse). Sugli schermi in cabina l'allievo vedeva proiettata l'immagine ripresa dalla telecamera e tutto questo, accompagnato dal rumore del motore e dei cingoli, dava una sensazione molto vicina a quella che poi si provava sui carri. In un'altra cabina, la prova era seguita da un istruttore che, con appositi comandi, poteva simulare dei guasti al “carro” e l'aspirante pilota doveva capire di cosa si trattasse: ad esempio si poteva simulare un cingolo allentato facendo “tirare” da un lato il mezzo oppure un intasamento dei filtri dell'aria togliendo reattività al motore.

##### Le materie di studio
A livello Compagnia:
- Regolamenti, armi e tiro, LCB (lavori sul campo di battaglia), NBC (difesa nucleare, biologica e chimica), impiego tattico, topografia, addestramento ginnico-sportivo (la STMC disponeva di un campo da calcio, un campo di addestramento ginnico sportivo militare - CAGSM, un campo da pallavolo, un campo da pallacanestro, una palestra coperta, una sala scherma, un campo da tennis, una piscina).

Presso le sezioni specializzate:
- Trasmissioni, armamento di bordo, automobilismo e mezzi corazzati.

##### Le armi in dotazione
- Fucile semiautomatico Garand tipo 2 (modello 51 ex M1) con baionetta
- fucile automatico leggero Beretta BM 59 FAL
- mitragliatrice MG 42/59 (utilizzato in esercitazione ed al reparto)
- pistola semiautomatica Beretta M34 mod. 9 mm. corto (utilizzata in esercitazione ed al reparto)

#### I carri armati della Scuola

##### M24 Chaffee
|                                         |                                                         |
| Voce di riferimento                     | Dato                                                    |
| Veicolo                                 |                                                         |
| Equipaggio                              | 5 (capocarro, cannoniere, pilota e co-pilota, servente) |
| Lunghezza con cannone in batteria       | m 5,56                                                  |
| Altezza                                 | m 2,77                                                  |
| Larghezza                               | m 3                                                     |
| Motore Tipo                             | 2 x Cadillac series 44T24 (8 cilindri)                  |
| Carburante                              | benzina                                                 |
| Velocità                                | da 40 a 56 km/h                                         |
| Autonomia (approssimativa)              | km 161                                                  |
| Trazione                                | cingoli                                                 |
| Peso lordo                              | t 18,4                                                  |
| Armamento ed apparati supporto          |                                                         |
| Cannone bdf                             | da 75 mm M.6                                            |
| Mitragliatrice abbinata al cannone tipo | Browning M.1919A4                                       |
| Mitragliatrice contraerei tipo          | Browning M.1919A4                                       |
| Munizionamento cannone                  | 48 proietti                                             |

##### Leopard 1A1
|                                                                    | |
| Voce di riferimento                                                | Dato |
| Veicolo                                                            | |
| Equipaggio                                                         | 4 (capocarro, cannoniere, pilota, servente) |
| Lunghezza con cannone in batteria                                  | m 9,54 |
| Lunghezza con cannone verso la parte posteriore (ordine di marcia) | m 8,17 |
| Altezza                                                            | m 2,64 |
| Larghezza                                                          | m 3,25 |
| Altezza minima scafo da terra                                      | m 0,44 |
| Motore Tipo Mercedes-Benz M.B.838 CAM 500                          | 10 cilindri a "V" di 90° sovralimentato |
| Sovralimentazione                                                  | 2 compressori meccanici a paletta |
| Raffreddamento                                                     | A liquido |
| Capacità circuito raffreddamento                                   | 165 litri |
| Distribuzione                                                      | Valvole in testa con punterie (aste e bilancieri) |
| Lubrificazione                                                     | Forzata a coppa asciutta |
| Capacità circuito olio motore                                      | 66 litri |
| Cilindrata                                                         | 37.400 cc. |
| Potenza                                                            | 830 hp a 2200 giri/min |
| Rapporto potenza - peso                                            | Hp/Tonn. 20,8 |
| Cambio tipo ZF - 4 HP 250                                          | epicicloidale elettroidraulico a 4 rapporti + 2 retromarce |
| Capacità circuito olio cambio                                      | 105 litri |
| Carburante                                                         | gasolio, policarburante |
| Capacità serbatoio destro                                          | litri 475 |
| Capacità serbatoio sinistro                                        | litri 480 |
| Capacità serbatoio di marcia                                       | litri 30 |
| Capacità totale                                                    | litri 985 |
| Autonomia (approssimativa)                                         | km 600 |
| Autonomia su strada                                                | 165 l/100 km |
| Autonomia fuori strada                                             | 300 l/100 km |
| Velocità 1ª marcia                                                 | 14 km/h |
| Velocità 2ª marcia                                                 | 25 km/h |
| Velocità 3ª marcia                                                 | 40 km/h |
| Velocità 4ª marcia                                                 | 65 km/h |
| Velocità in retromarcia 1ª marcia                                  | 14 km/h |
| Velocità in retromarcia 2ª marcia                                  | 25 km/h |
| Trazione                                                           | cingoli |
| Ostacolo verticale superabile                                      | m 1,15 |
| Trincea superabile                                                 | m 3,00 |
| Profondità di guado (senza attrezzatura speciale)                  | m 2,25 (circa) |
| Profondità di guado (con mezzi sussidiari)                         | m 4,00 |
| Pendenza massima superabile longitudinale                          | 60% |
| Pendenza massima trasversale                                       | 30% |
| Peso a pieno carico                                                | t 40 |
| Peso a vuoto                                                       | t 36,9 |
| Armamento ed apparati supporto                                     | |
| Cannone bdf                                                        | da 105/51 Vickers L7A3 |
| Celerità di tiro massima                                           | 9 colpi al 1' |
| Distanza di tiro utile                                             | da 0 a 3.000 metri |
| Congegno di sparo                                                  | elettrico (comando principale e d'emergenza) |
| Apparati di tiro e puntamento                                      | telemetro "TEM 2A" e un cannocchiale "TZF 1A" (a disposizione del cannoniere) e cannocchiale panoramico "TRP 2A" (a disposizione del capocarro) sostituibile con altro a I.L. |
| Mitragliatrice abbinata al cannone tipo                            | MG 42/59 |
| Calibro                                                            | 7,62 mm NATO |
| Velocità iniziale                                                  | 820 m/s circa |
| Celerità di tiro pratica                                           | 800 colpi al 1' |
| Distanza di tiro utile                                             | 1.000-1.200 m |
| Mitragliatrice contraerea tipo                                     | MG 42/59 |
| Calibro                                                            | 7,62 mm NATO |
| Velocità iniziale                                                  | 820 m/s circa |
| Celerità di tiro pratica                                           | 800 colpi al 1' |
| Distanza di tiro utile                                             | 1.000-1.200 m |
| Munizionamento cannone                                             | 60 proietti: (12) APDS, (17) HEAT, (25) HESH, (6) WP |
| Impianto radio                                                     | stazione RV3/13/V per carro gregario e RV4/213/V per carro comando |

##### M60 PattonA1
|                                                   | |
| Voce di riferimento                               | Dato |
| Veicolo                                           | |
| Equipaggio                                        | 4 (capocarro, cannoniere, pilota, servente) |
| Lunghezza con cannone in batteria                 | m 9,424 |
| Altezza                                           | m 3,28 |
| Larghezza                                         | m 3,632 |
| Motore Tipo                                       | AVDS Continental (12 cilindri a "V", raffreddato ad aria sovralimentato)                                                                                                   |
| Carburante                                        | gasolio |
| Velocità                                          | da 16,09 a 42,28 km/h |
| Potenza                                           | 750 hp |
| Autonomia (approssimativa)                        | km 400 circa a 32 km/h |
| Trazione                                          | cingoli |
| Ostacolo verticale superabile                     | m 0,91 |
| Trincea superabile                                | m 2,59 |
| Profondità di guado (senza attrezzatura speciale) | m 1,21 |
| Profondità di guado (con guarnizioni di torretta) | m 4,05 |
| Pendenza massima                                  | 60% |
| Consumo carburante                                | lt 27 per 10 km |
| Peso lordo                                        | t 48 circa |
| Armamento ed apparati supporto                    | |
| Cannone bdf                                       | da 105/51 M.68 |
| Celerità di tiro massima                          | 9 colpi al 1' |
| Distanza di tiro utile                            | da 0 a 3.000 metri |
| Congegno di sparo                                 | elettrico (comando principale e d'emergenza) |
| Apparati di tiro                                  | Telemetro "M17A1" e periscopio "M34/M36"(a disposizione del capocarro), cannocchiale "M105D" e periscopio "M32" che può funzionare con I.L.(a disposizione del cannoniere) |
| Mitragliatrice coassiale al cannone tipo          | Springfield 0.30 M.73 E1 |
| Calibro                                           | 7,62 mm NATO |
| Velocità iniziale                                 | 850 m/s circa |
| Celerità di tiro pratica                          | 500-600 colpi al 1' |
| Distanza di tiro utile                            | 900 m circa |
| Mitragliatrice contraerea tipo                    | Springfield 0.50 M.85 |
| Calibro                                           | 12,7 mm |
| Velocità iniziale                                 | 1050 m/s (massima) e 865 m/s (minima) |
| Celerità di tiro                                  | 800-900 colpi al 1' (cadenza alta) e 400-500 colpi al 1' (cadenza bassa)                                                                                                   |
| Distanza di tiro utile                            | 1.200 m circa (terrestre) e 900 circa (contraereo) |
| Munizionamento cannone                            | 63 proietti: (26) APDS, (18) HEAT, (13) HESH, (6) WP |
| Impianto radio                                    | stazione RV3/13/V per carro gregario e RV4/213/V per carro comando |

##### M47 Patton
|                                   | |
| Voce di riferimento               | Dato |
| Veicolo                           | |
| Equipaggio                        | 4 (capocarro, cannoniere, pilota, servente,) |
| Lunghezza con cannone in batteria | m 8,50 |
| Altezza (minima)                  | m 2,96 |
| Larghezza                         | m 3,51 |
| Motore Tipo                       | Continental AV-1790-5B (12 cilindri a “V” raffreddato ad aria) |
| Carburante                        | benzina |
| Potenza                           | 810 hp |
| Velocità                          | 48 km/h |
| Autonomia (approssimativa)        | km 130 |
| Ostacolo verticale superabile     | m 0,91 |
| Trincea superabile                | m 2,60 |
| Profondità di guado               | m 1,21 |
| Pendenza massima                  | 60% |
| Consumo carburante                | lt 800/1000 per 100 km |
| Peso lordo                        | t 44,128 |
| Armamento                         | |
| Cannone bdf                       | M 36 (T 119E1) da 90 mm. su installazione M 78 |
| Celerità di tiro massima          | 8 colpi al minuto |
| Congegno di sparo                 | elettrico (manuale d'emergenza) |
| Apparati di tiro e puntamento     | telemetro trasversale M12 (T41E3), periscopio balistico M3 (T23E1), periscopio M20A1, indicatore di azimut M31, quadrante di elevazione M13 quadrante cannoniere M1A1 |
| Mitragliatrice contraerei tipo    | Browing |
| Calibro                           | 12,7 mm |
| Munizionamento cannone            | 71 proietti |

Il carro M 47 restò in uso fino alla fine degli anni ottanta e la sua carriera si concluse definitivamente con l'adozione dell'autoblindo Centauro e dei carri Leopard.
Era in dotazione ai reggimenti corazzati, battaglioni esploranti divisionali (BED) delle divisioni di fanteria da pianura (Granatieri di Sardegna, Legnano e Folgore), nonché ai battaglioni carri e gruppi esploranti divisionali (GED) delle divisioni da montagna (Cremona e Mantova). In modo analogo vennero dotati il reggimento carristi ed il GED delle due divisioni corazzate allora esistenti (Ariete e Centauro) oltre alla Brigata di cavalleria Pozzuolo del Friuli.

##### L'equipaggio di un carro armato
- Capocarro: è il comandante del mezzo da combattimento a lui in consegna e della cui efficienza risponde ai superiori. È l'istruttore e l'educatore dei membri dell'equipaggio. L'allievo, una volta promosso al grado di sottotenente di complemento, assumeva il comando di un plotone carri (costituito da 5 carri armati) e pertanto le competenze e le responsabilità di capocarro erano estese all'intero plotone;
- cannoniere: è il diretto responsabile dell'impiego dell'armamento principale e della relativa esecuzione del tiro. Provvede alla conservazione ed alla manutenzione dell'armamento di bordo, degli apparecchi di puntamento, di osservazione e dei congegni di punteria (rispondendone al capocarro);
- pilota: è responsabile della guida del carro. Ai fini della tempestiva e corretta esecuzione del fuoco, deve conoscere i relativi comandi che il capocarro impartisce al cannoniere. Provvede alla conservazione ed alla manutenzione degli organi di movimento del carro (rispondendone al Capocarro);
- servente radiofonista: è il caricatore della bocca da fuoco (bdf) e della mitragliatrice abbinata. È addetto all'attrezzatura radio di bordo. Provvede al controllo ed allo stivaggio del munizionamento di bordo. Provvede alla conservazione ed alla manutenzione dell'attrezzatura radio (rispondendone al capocarro). Sostituisce, se necessario, il capocarro nelle trasmissioni radio con l'esterno.

##### Il tipo di munizionamento del carro armato

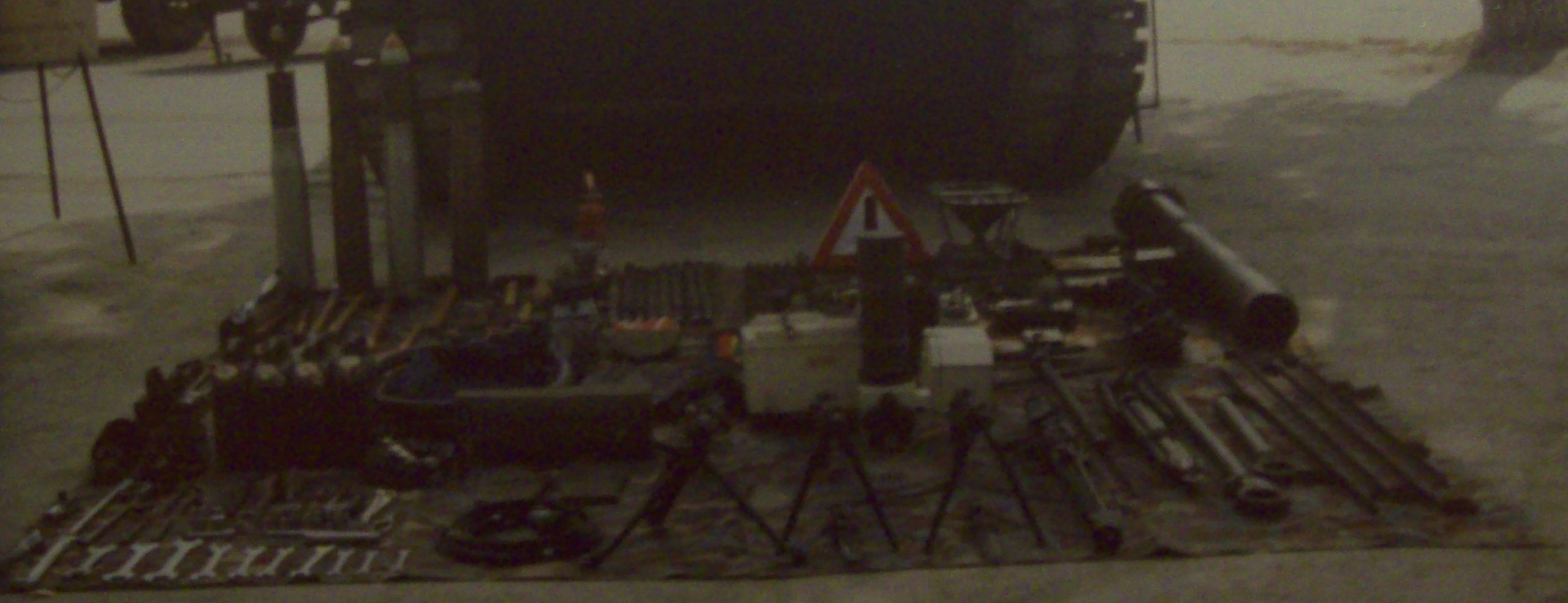
Dotazione del carro Leopard

In ogni carro, in numero variabile in base al tipo, potevano essere stivati 4 tipi di proietti che venivano utilizzati (in combattimento o in esercitazione a fuoco) in base alla situazione tattica del momento:
- APDS-T: (Armour Piercing Discarding Sabot - Tracer) tipo M.392 A2; proietto perforante inerte superveloce decalibrato con tracciatore. Appena uscito dalla canna perdeva la parte esterna "sabot" e arrivava sul bersaglio solo il nucleo centrale. Il vero proiettile era un "dardo" di metallo in lega di tungsteno al carbonio molto duro e pesante che riusciva a perforare l'acciaio di una corazza per sola inerzia. L'impiego è contro mezzi corazzati oltre i 2000 metri. (velocità iniziale: 1478,3 m/s; peso proietto: 5,8 kg; peso cartoccio: 18,61 kg; perforazione: 250–260 mm).
- HEAT-T: (High Explosive Anti Tank - Tracer) tipo M.456 A1; granata perforante a carica cava con tracciatore. La punta del proietto è costituita da un cannello cilindrico (diametro di 30 mm, lunghezza 160 mm) con all'estremità una pastiglia piezo-elettrica, all'impatto la pastiglia innesca la spoletta che fa esplodere la carica di scoppio, concentrando nel cannello alta pressione e temperatura e provocando la fusione del metallo nel punto di contatto. Il metallo fuso penetra all'interno provocando un'onda d'urto e scagliando materiale incandescente in tutte le direzioni. L'impiego è contro mezzi corazzati fino alla distanza di 2000 metri. (velocità iniziale: 1173,5 m/s; peso granata: 10,169 kg; peso cartoccio: 21,792 kg; perforazione: 350 mm).
- HESH-T: (High Explosive Squash Head - Tracer) tipo M.393 E1; alto esplosivo al plastico con tracciatore. Al momento dell'impatto la carica esplode scagliando schegge di materiale inerte in un raggio di azione di 700 metri. Può essere utilizzato anche controcarro, all'impatto l'esplosivo si schiaccia sulla corazza e, con detonazione ritardata, provoca un'onda d'urto alla quale segue un'onda di pressione, questo fenomeno, pur senza sfondare la corazza, provoca all'interno della stessa il distacco di un discoide (approssimativamente: diametro 30 cm; spessore 3 cm; velocità 200 m/s) con notevoli effetti distruttivi. L'impiego è contro fanteria; contro edifici (2,5 metri di cemento armato) a 1000-1500 metri; controcarro fino a 600-800 metri. (velocità iniziale: 731,5 m/s; peso granata: 11,259 kg; peso cartoccio: 21,201 kg).
- WP-T: (White Phosphorus - Tracer) tipo M.416; granata fumogena con tracciatore. Al momento dell'impatto la carica di scoppio dilania l'involucro resistente, il fosforo bianco a contatto con l'aria brucia creando una cortina fumogena, se il fosforo viene a contatto con materiali infiammabili, appicca ad essi degli incendi che non sono facilmente estinguibili. L'impiego è per la creazione di cortine nebbiogene, per nascondere alla vista o per segnalare obiettivi non facilmente indicabili, può essere utilizzato anche per forzare l'abbandono di edifici; gittata di 1000-1500 metri. (velocità iniziale: 731 m/s; peso granata: 11,427 kg; peso cartoccio: 21,338 kg; durata azione fumogena: 5 minuti circa).

Posizionamento dei proietti nel Carro:
- M60: n.63 in totale, di cui: n.37 di pronto impiego in torretta: 13 avanti al servente in rastrelliere verticali; 3 a sx del cannone in supporti tubolari orizzontali; 21 laterali al complesso radio in supporti orizzontali. I n.26 rimanenti erano stivati nello scafo divisi in: 15 a sx del pilota e 11 alla dx, tutti in supporti tubolari orizzontali. I 63 cartocci (37+26) erano formati da: 26 APDS-T, 18 HEAT-T, 13 HESH-T, 6 WP-T. I 37 colpi di pronto impiego (13+3+21) erano formati da: 26 APDS-T, 4 HEAT-T, 4 HESH-T, 3 WP-T. Il pronto impiego è un di cui del totale.
- Leopard: n.3 situati in torretta nella parte posteriore sinistra; n.11 in torretta alla sinistra del servente; n.42 nello scafo, alla sinistra del pilota; n. 4 in torretta orizzontali sotto la bocca da fuoco.

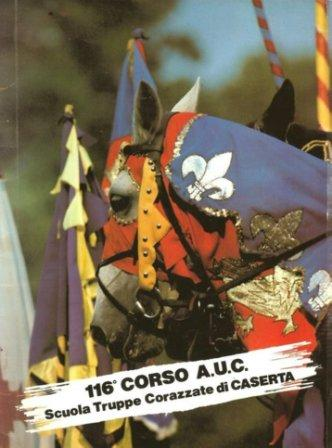
Copertina di una rivista del corso

#### Gli stemmi del reparto
Sulla manica destra della tuta mimetica, gli AUC portavano uno stemma proprio della Scuola Truppe Corazzate e distintivo del battaglione cui appartenevano.
Sul basco nero che portano ancora oggi i militari carristi, è posto un emblema che li distingue rispetto alle altre specialità dell'esercito: un carro armato sotto una mitragliatrice ed un cannone incrociati "riscaldati" da una viva fiamma.
Sul basco nero portato dai militari dell'Arma di cavalleria è posto un emblema caratteristico: un corno inglese sotto una viva fiamma.

#### La rivista del corso
Ogni corso ha realizzato un lavoro divulgativo (a beneficio degli stessi allievi), che si è concluso con la pubblicazione di una rivista alla cui stesura hanno collaborato gli stessi allievi.

## Ufficiali di complemento

### Assegnazione al reparto
Tutti i Sottotenenti di prima nomina (gli allievi lo diventavano dopo il giuramento che si teneva nella piazza d'armi della caserma "Ferrari-Orsi"), sono stati assegnati a una nuova destinazione per la durata di dieci mesi, cioè fino al termine del periodo di ferma di quindici mesi, operando in tutta Italia in reparti carristi e Cavalieri, in reparti di fanteria meccanizzata o in reparti di carabinieri.
Alcuni dei reparti che hanno accolto i sottotenenti di complemento della scuola:
| Reparti carri e corazzati                                                              | Reparti meccanizzati                                                                       | Reparti carabinieri                           |
| -------------------------------------------------------------------------------------- | ------------------------------------------------------------------------------------------ | --------------------------------------------- |
| 1º Reggimento Fanteria Corazzata Teulada (CA)                                          | tutti i battaglioni di fanteria meccanizzata (compresi Granatieri, Bersaglieri e Lagunari) | 3º Btg "Lombardia" Milano                     |
| 1º Btg carri "M.O. Cracco" Bellinzago Novarese (NO)                                    | tutti i Gruppi squadroni meccanizzati di Cavalleria                                        | 13º Btg carri “Friuli-Venezia Giulia” Gorizia |
| 3º Btg carri "M.O.Galas" Tauriano di Spilimbergo (PN)                                  |                                                                                            |                                               |
| 4º Btg carri “M.O. Passalacqua” - caserma S.Ten. Ugo Mara Solbiate Olona (VA)          |                                                                                            |                                               |
| 5º Btg. cr. "M.O.Chiamenti" Spilimbergo (PN)                                           |                                                                                            |                                               |
| 6º Btg. carri "M.O. Scapuzzi" Civitavecchia (RM)                                       |                                                                                            |                                               |
| 7º Btg carri "M.O. Di Dio" Vivaro (PN)                                                 |                                                                                            |                                               |
| 8º Btg carri “M.O. Secchiaroli” Aviano (PN)                                            |                                                                                            |                                               |
| 9º Btg. carri "M.O. Butera" L'Aquila                                                   |                                                                                            |                                               |
| 10º Btg. carri "M.O. Bruno" Aviano (PN)                                                |                                                                                            |                                               |
| 11º Btg carri “M.O. Calzecchi” Ozzano Emilia (BO)                                      |                                                                                            |                                               |
| 13º Btg carri “M.O. Pascucci” Cordenons (PN)                                           |                                                                                            |                                               |
| XIV Btg. carri Pinerolo (fino al 1974)                                                 |                                                                                            |                                               |
| XVIII Btg, carri Civitavecchia (fino al 1974)                                          |                                                                                            |                                               |
| 19º Btg corazzato "M.O. Tumiati" Firenze                                               |                                                                                            |                                               |
| 20º Btg carri "M.O. Pentimalli" Legnano (MI)                                           |                                                                                            |                                               |
| 22º Btg. carri "M.O. Piccinini" San Vito al Tagliamento (PN)                           |                                                                                            |                                               |
| 60º Btg carri "Pinerolo" Altamura (BA)                                                 |                                                                                            |                                               |
| LXI Btg. carri Altamura (fino al 1965)                                                 |                                                                                            |                                               |
| 62º Btg carri "M.O. Jero" Catania                                                      |                                                                                            |                                               |
| 63º Btg carri "M.O. Fioritto" Cordenons (PN)                                           |                                                                                            |                                               |
| 31º btg. carri "M.O. Andreani" Persano (SA)                                            |                                                                                            |                                               |
| 101º Btg carri "M.O. Zappalà" Bellinzago Novarese (NO)                                 |                                                                                            |                                               |
| Scuola truppe corazzate Caserta                                                        |                                                                                            |                                               |
| distaccamento Scuola truppe corazzate Lecce                                            |                                                                                            |                                               |
| 1º Gr sqd carri Nizza Cavalleria Pinerolo (TO)                                         |                                                                                            |                                               |
| 2° Gr. sqd carri Piemonte Cavalleria Villa Opicina (TS)                                |                                                                                            |                                               |
| 3º Gr sqd corazzato "Savoia Cavalleria" Merano (BZ)                                    |                                                                                            |                                               |
| 5º Gr sqd carri "Lancieri di Novara" Codroipo (UD)                                     |                                                                                            |                                               |
| 6° Gr. sqd. carri "Lancieri di Aosta" Cervignano (UD)                                  |                                                                                            |                                               |
| 7° GED "Lancieri di Milano" Remanzacco (UD)                                            |                                                                                            |                                               |
| 12º GED (Gruppo Esplorante Divisionale) “Cavalleggeri di Saluzzo” Gorizia              |                                                                                            |                                               |
| 15° GED Cavalleggeri di Lodi Lenta (VC)                                                |                                                                                            |                                               |
| 19º GED (Gruppo Esplorante Divisionale)"Cavalleggeri Guide" Casarsa della Delizia (PN) |                                                                                            |                                               |
| 28º Gr. sqd. carri “Cavalleggeri di Treviso” Palmanova (UD)                            |                                                                                            |                                               |

### I reparti carri
I reparti carri erano così costituiti:
- plotone su 5 carri;
- compagnia su 21 carri (quattro plotoni + carro comandante);
- battaglione su 66 carri (tre compagnie + 3 carri);
- reggimento su 202 carri (tre battaglioni + 4 carri);
- divisione corazzata su 315 carri;
- gruppo squadroni cavalleria su 49 carri;
- reggimento cavalleria blindata su 52 carri (tre gruppi squadroni + carro comandante);
- gruppo esplorante divisionale su 27 carri.

## Feste e ricorrenze

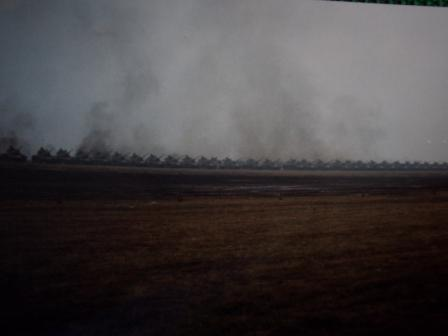
Realizzazione del muro d'acciaio - Aviano 1985

- Cavalieri: 23 aprile san Giorgio - patrono dell'Arma di cavalleria e 30 ottobre festa dell'Arma di cavalleria
- Carristi: 1º ottobre si festeggia l'anniversario della costituzione della Specialità (1927).

Nell'ottobre di ogni anno, si svolge la festa nazionale dei carristi d'Italia, dove viene eseguito lo schieramento tattico chiamato "Muro d'Acciaio". Uno schieramento orizzontale formato oggi da circa cento Carri armati che avanzano contemporaneamente (fino alla sostituzione dei carri Leopard, M60 ed M47 con il carro armato italiano Ariete, i carri partecipanti erano fino a trecento disposti su tre file) e perfettamente allineati, distanti poche decine di centimetri l'uno dall'altro.
- Bersaglieri: 18 giugno si festeggia l'anniversario della costituzione della Specialità (1836).
- Lagunari: Il 25 giugno si festeggia l'anniversario del riconoscimento della Specialità (1984).